# Aeroporto Internacional de Puerto Suárez
O Aeroporto Internacional Capitão Av. Salvador Ogaya G. (IATA: PSZ - ICAO: SLPS) é um aeroporto situado em Puerto Suárez no leste da Bolívia. O aeroporto se situa a 16 km do Aeroporto Internacional de Corumbá, outro importante aeroporto que fica na região de fronteira Brasil-Bolívia.

## Companhias e destinos
- Aerocón : Santa Cruz, Tarija
- Aerosur : Santa Cruz
- Amaszonas : Santa Cruz, Trinidad
- TAM - Transporte Aéreo Militar : Santa Cruz